# Icare et les Sages
Pour plus de détails, voir Fiche technique et Distribution.
Icare et les Vieux Sages (Икар и мудрецы, Ikar i mudretsy)  est un court-métrage d'animation soviétique réalisé par Fiodor Khitrouk avec la technique des celluloïds. La direction artistique est assurée par Édouard Nazarov et Vladimir Zouïkov (ru). Le sujet est inspiré du mythe d'Icare. Sorti en 1976, le film reçoit le Prix du film pour la jeunesse au Festival international du film d'animation d'Annecy en 1977,.

## Synopsis
La vie coule tranquillement dans la société ancienne. Chacun y trouve sa place et les gens consacrent leur temps à des discussions philosophiques sur le sens de la vie. Parmi eux vit Icare, un excentrique qui essaie d'apprendre à voler comme les oiseaux. Retombant à chaque tentative, il se voit asséner un proverbe par l'un des vieux sages qui observent la scène, comme, par exemple Festina lente, Quod licet Iovi, non licet bovi, Quo altior gradus, tanto profundior casus, Bene qui stat non moveatur, etc. Ces paroles atteignent le ciel et en retombent sous forme de monuments de granit. Mais un jour, un miracle se produit et Icare s'envole...

## Fiche technique
- Titre : Icare et les Vieux sages
- Titre original russe : Икар и мудрецы (Ikar i mudretsy)
- Réalisation : Fiodor Khitrouk
- Scénario : Fiodor Khitrouk
- Photographie : Mikhaïl Drouïan
- Musique originale : Sándor Kallós
- Animateurs de clés : Édouard Nazarov, Vladimir Zouïkov (ru)
- Animateurs : Aleksandr Gorlenko (ru), Aleksandr Panov, Violetta Kolessnikova, Tatiana Pomerantseva, Vladimir Paltchikov, Youri Koziourine, Dmitri Koulikov
- Narration : Yakov Solenski
- Son : Vladimir Koutouzov (ru)
- Producteur exécutif : Lioubov Boutyrina
- Rédaction : Arkadi Snessarev
- Montage : Isabella Guerassimova
- Production : Soyuzmultfilm
- Pays :  Union soviétique
- Durée : 8 minutes 14 secondes
- Sortie : 1976